# Marek Heinz
Marek Heinz, češki nogometaš, * 4. avgust 1977, Olomouc, Češkoslovaška. 
Heinz je nekdanji nogometni napadalec, nazadnje je igral za 1. SC Znojmo. Predhodno je igral tudi za Sigma Olomouc (1996-2000), Hamburg (2000-02), Arminia Bielefeld (2003), Baník Ostrava (2003-04) in Borussia Mönchengladbach (2004-05).